# جاستن روسو
جاستن روسو (بالإنجليزية: Justin Russo)‏ هو مغن مؤلف أمريكي، ولد في 1975.